# Пецилии
Пецилии (лат. Poecilia) — род рыб семейства живородящих карпозубообразных (пецилиевых), широко распространенных у аквариумистов всего мира.
Русское название этих рыб (моллинезии) произошло от ранее использовавшегося родового Mollienesia. Изначально это название распространялось только на меланистские формы пецилий, но со временем перешло на ряд видов пецилий.

## Ареал
Наряду с гуппи очень распространено и популярно разведение разнообразных пецилий. Рыбы эти были впервые привезены в Европу в 1907 году из Южной Мексики и Гватемалы, где они живут в низовьях рек, впадающих в Атлантический океан.
Парусная моллинезия (Poecilia velifera) встречается главным образом на полуострове Юкатан, широкоплавниковая пецилия (Poecilia latipinna) — в пресных и солоноватых водах юго-восточного побережья Северной Америки и остромордая моллинезия — вдоль восточного побережья Северной и Центральной Америки до Венесуэлы.
В природных условиях встречаются разнообразные по окраске (от жёлто-серой до пятнистой) локальные стаи. В конце XIX — начале XX века пятнистая форма моллинезии была завезена в Европу. В начале 40-х годов особенно популярной стала чёрная форма рыбок, выведенная в США.

## Характеристика
В природе пецилии не так красиво окрашены, как их потомки, обитающие в аквариуме. Они коричневато-жёлтые, с двумя темными пятнами перед хвостовым плавником. В результате многолетнего разведения возникли формы, которые, сохранив неизменной форму тела, чрезвычайно разнообразны по окраске. Дикие формы моллинезии несколько напоминают пецилий, хотя тело у моллинезии более продолговатое и округлое.
Это рыбки 4-18 см (самки крупнее самцов) с коротким, плотным телом и сильным, широким хвостовым плавником. У сформировавшихся самцов анальный плавник свернут в трубочку, и образует совокупительный орган — гоноподий. Различаются около десяти цветовых вариаций.
Сухие, живые, мороженые корма — все это хорошо поедает пецилия. Содержание пецилии будет идеальным, если кормить её мотылем, трубочником и дафнией; также подходит циклоп. Дополнительно рыбок подкармливают растительной пищей, но корм им надо давать периодически, каждую неделю меняя их рацион и вид.

## Размножение
Пецилии созревают в 4—6 месяцев. Периодичность вымета 28—50 дней. Беременность может продолжаться от 10—15 дней до двух месяцев.
Половая зрелость самцов пецилий — в 8—12 мес, самок в 5—6 мес. Самки рождают до 240 мальков регулярно через 4—6 недель. Беременность 8—10 недель.

## Виды
Род насчитывает 33 вида:
- Poecilia amazonica
- Poecilia boesemani
- Poecilia butleri
- Poecilia catemaconis
- Poecilia caucan
- Poecilia caudofasciata
- Poecilia chica
- Poecilia dauli
- Poecilia elegans
- Poecilia formosa — Амазонская моллинезия
- Poecilia gillii
- Poecilia hispaniolana
- Poecilia koperi
- Poecilia kykesis

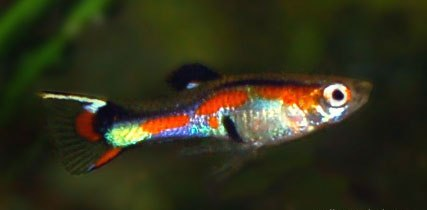
Poecilia wingei

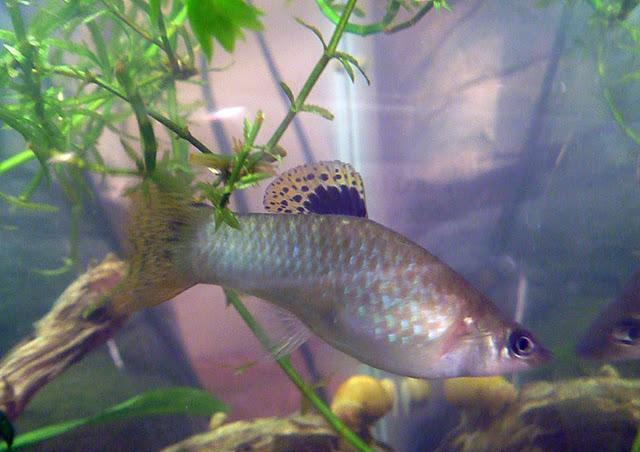
Poecilia gillii

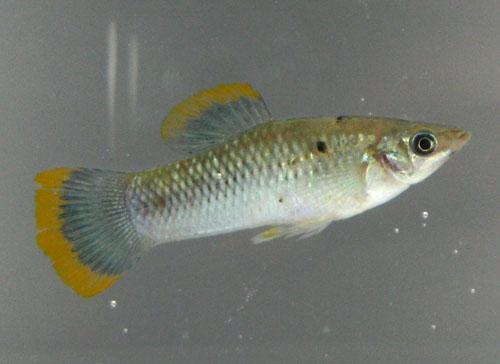
Poecilia sphenops

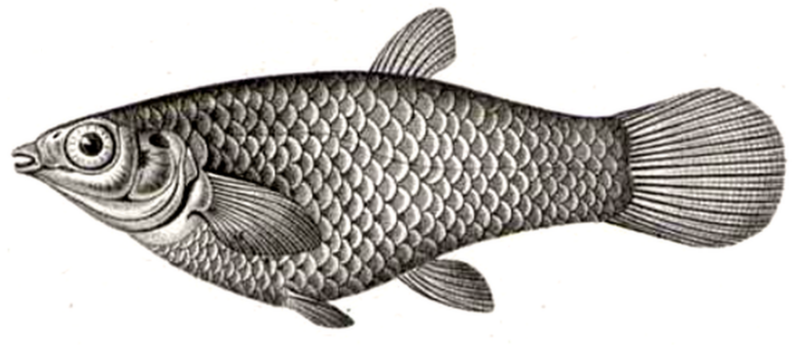
Poecilia vivipara

- Широкоплавниковая моллинезия (Poecilia latipinna)
- Poecilia latipunctata
- Poecilia marcellinoi
- Poecilia maylandi
- Poecilia mechthildae
- Poecilia mexicana
- Poecilia nicholsi
- Poecilia orri
- Poecilia petenensis
- Гуппи (Poecilia reticulata)
- Poecilia rositae
- Poecilia salvatoris
- Малоплавниковая моллинезия (Poecilia sphenops)
- Poecilia sulphuraria
- Poecilia teresae
- Poecilia vandepolli
- Парусная моллинезия (Poecilia velifera), или моллинезия-велифера
- Poecilia vivipara
- Poecilia wandae
- Poecilia wingei

## Дополнительные сведения
- Настоящих пецилий (род Poecilia) следует отличать от пецилии пятнистой Xiphophorus maculatus (ранее называемой плятипецилией), относящейся к роду меченосцев (Xiphophorus).